# Aeneas Mackintosh

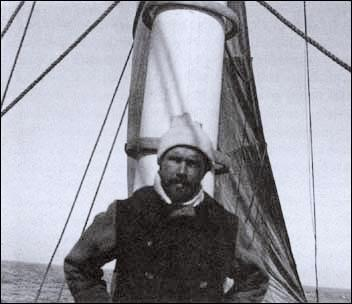
Aeneas Mackintosh

Aeneas Lionel Acton Mackintosh (* 1. Juli 1879 in Tirhut, Bihar, Indien; † vermutlich 8. Mai 1916, McMurdo Sound, Antarktis) war ein britischer Seemann und Polarforscher. Er nahm an der Nimrod-Expedition (1907–1909) unter der Leitung von Ernest Shackleton teil. Während Shackletons Endurance-Expedition (1914–1917) leitete er die Ross Sea Party. Im Verlauf dieser Unternehmung kam Mackintosh bei der Querung einer unsicheren Eisfläche gemeinsam mit einem weiteren Expeditionsmitglied unter nicht eindeutig geklärten Umständen ums Leben.

## Frühes Leben
Mackintosh wurde in Tirhut, Indien, (einige Quellen nennen als Geburtsjahr 1881) als einer von fünf Söhnen eines schottischen Indigopflanzers geboren. Nach seiner Rückkehr nach Großbritannien besuchte er die Bedford Modern School, bevor er sie 1894 früh verließ und auf See ging. Nachdem er eine kaufmännische Ausbildung genossen hatte, heuerte er 1899 als niedriger Offizier auf der RMS Victoria der Peninsular and Oriental Steam Navigation Company an, bei der er bis 1907 beschäftigt war. 1908 wurde er zum Unterleutnant in der Reserve der Royal Navy ernannt.

## Expeditionen

### Nimrod-Expedition 1907–1909
1907 stieß Mackintosh als Zweiter Offizier zu Shackletons Nimrod-Expedition mit der Nimrod. Kurz nach der Ankunft in der Antarktis erlitt er als Resultat eines Unfalls beim Entladen des Schiffs Verletzungen, die zum Verlust des rechten Auges führten. Nach erster Notfallchirurgie kehrte er mit dem Schiff nach Neuseeland zurück, stieß aber im Januar 1909 rechtzeitig wieder zur Expedition, um gemeinsam mit Michael Thomas McGillion an einem wenig durchdachten Gang über das Eis zum Royds-Kap teilzunehmen, der ihn beinahe das Leben kostete. Er half auch beim Anlegen von Depots für Shackletons zurückkehrendes Team, das versucht hatte, den Südpol zu erreichen. Er befand sich im Ausgangslager, als Shackleton, der es knapp verpasst hatte, den Südpol zu erreichen, mit seinen Männern, Frank Wild, Jameson Adams und Eric Marshall, am 1. März gerade rechtzeitig eintraf, um das zurückkehrende Schiff nicht zu verpassen.
Nach seiner Rückkehr nach England 1909 wurde Mackintosh von seinem Arbeitgeber entlassen, da sein Augenlicht beeinträchtigt war. Er blieb in Kontakt mit Shackleton, in dessen Auftrag er Goldminen in den Karpaten (Ungarn) besuchte, um den Wert einiger Aktienanteile abzuschätzen, die Shackleton zur Geldbeschaffung nutzen wollte. Außerdem nahm er an einer Schatzsucheexpedition auf den Kokosinseln teil. 1913 übernahm er schließlich den Posten eines Assistenzsekretärs bei der Imperial Merchant Service Guild in Liverpool.

### Die Ross Sea Party, 1914 bis 1917

#### Frühe Probleme
Als Shackleton seine Pläne von einer Antarktisdurchquerung nach einer Landung an der Küste des Weddell-Meers verkündete, sagte Mackintosh zu, ihn zu begleiten. Ursprünglich war Mackintosh als einer der Männer vorgesehen, die Shackleton begleiten sollten. Er übernahm jedoch nachträglich das Kommando über die Ross Sea Party, die mit der SY Aurora von Australien aus zu Robert Falcon Scotts alter Basis auf Ross Island am Kap Evans vordringen und von dort aus eine Serie von Depots auf dem Ross-Schelfeis anlegen sollte, am Fuß des Beardmore-Gletschers. Diese Depots sollten Shackletons Mannschaft auf dem letzten Teil ihrer Reise von der gegenüberliegenden Seite des Kontinents versorgen. Mackintosh kam Ende 1914 in Australien an, um seine Pflicht zu tun, doch er fand die Aurora ungeeignet für Arbeit in der Antarktis vor. Eine gründliche Sanierung wäre nötig gewesen, für die weder die Einrichtungen noch die Mittel vorhanden waren. Außerdem gab es Probleme mit den finanziellen Versprechungen Shackletons, der die Kooperationsbereitschaft der Australier deutlich überschätzt hatte. Auch die Ausrüstung war unvollständig und teilweise beschädigt. Diese Probleme zu lösen, belastete und deprimierte Mackintosh und führte zu einer Verspätung bei der Abreise in Richtung Süden.

#### In der Antarktis
Die Geschichte der Ross Sea Party 1915 und 1916 ist von Pannen und Pech geprägt, doch auch ungewöhnliches Heldentum spielt eine Rolle. Die Hauptpunkte, in den Berichten über die Expedition zur Genüge übertragen, sind die übereilte Schlittenreise auf 80° S, die wegen Mackintoshs Beharrlichkeit und gegen den Rat Ernest Joyce’ unternommen wurde, bald nachdem die Gruppe am Kap Evans eingetroffen war, und deren Resultat der Tod des Großteils der Hunde und die Demoralisierung der Mannschaft war; der Verlust der Aurora, die während eines Wintersturms aus ihrer Verankerung gerissen wurde und unfähig zur Rückkehr auf die See trieb, wobei der Großteil der Ausrüstung und des Brennstoffs noch an Bord war, das Resultat war eine Mannschaft, die demoralisiert war und ihre Vorräte aus den Überresten von Scotts Terra-Nova-Expedition zusammensuchen musste; und der Tod dreier Männer, darunter Mackintosh. Die ganze Anstrengung war letzten Endes nutzlos, da Shackleton niemals zu seiner Reise aufbrach, nachdem sein Schiff, die Endurance, vom Eis des Weddell-Meers eingeschlossen und schlussendlich zerdrückt wurde. Die Geschichte der Rückkehr Shackletons und seiner Männer in die zivilisierte Welt wurde als Beispiel der guten Führung und Tapferkeit gepriesen, während die Erfahrungen der Ross Sea Party bis heute weitestgehend ignoriert wurden.

#### Der Tod Mackintoshs
Während der Reise zur Depotanlage war Mackintosh ernsthaft an Skorbut erkrankt, und auf der Rückfahrt kollabierte er völlig, woraufhin er auf seine Kameraden angewiesen war. Nach der Ankunft der Männer am Hut Point erholten sich die fünf Überlebenden (Arnold Spencer-Smith war umgekommen) mehrere Wochen lang mit der Hilfe frischen Robbenfleischs. Aufgrund des Zustands des Seeeises, das sie überqueren mussten, konnten sie den letzten Abschnitt der Reise nicht in Angriff nehmen. Letztendlich ging Mackintosh am 8. Mai 1916 gegen den dringenden Rat seiner Kameraden gemeinsam mit Victor Hayward das Risiko ein, das Eis bis zum Kap Evans zu überqueren. Kurz nachdem sie außer Sicht ihrer Mitreisenden gekommen waren, entwickelte sich ein schwerer Blizzard, der zwei Tage anhielt. Mackintosh und Hayward verschwanden spurlos. Es wird vermutet, dass beide entweder auf der nicht tragfähigen Eisfläche einbrachen oder auf einer Eisscholle auf das offene Meer abgetrieben wurden.

## Nach seinem Tod
Mackintosh hatte im Februar 1912 Gladys Campbell geheiratet und hatte mit ihr zwei Töchter, von denen die zweite geboren wurde, während er in Australien war und der Abfahrt der Aurora harrte. Er erwähnt seine Familie in einer melancholischen Abschiedsnachricht in seinem Zelt am Ross-Schelfeis, die der Scotts sehr ähnelt. Shackleton half nach seiner Rückkehr in die Zivilisation bei der Einrichtung eines Fonds für die Familie. Gladys Mackintosh heiratete 1923 Joseph Stenhouse, den Ersten Offizier der Aurora. Mackintosh führte während seiner Polarreisen Tagebücher, jene über die Nimrod-Expedition wurden 1990 veröffentlicht.
Als einziger britischer Leiter einer Polarexpedition wurde Mackintosh von der britischen Krone oder Regierung nicht geehrt. Jedoch wurde ihm für seinen Anteil an der Nimrod-Expedition die Medaille der Royal Geographical Society verliehen. Außerdem ist der Mount Mackintosh (74° 20′ S, 162° 15′ O) nach ihm benannt.

## Historische Bewertung Mackintoshs
Aeneas Mackintosh wurde im Großen und Ganzen von den Biographen und Antarktishistorikern nicht freundlich behandelt, die ihm vor allem Ungestüm, Inkompetenz, mangelnde Führungsqualitäten und Unpopularität bescheinigten. In neuerer Zeit wurden seine Leistungen positiver bewertet, etwa von Kelly Tyler-Lewis. Die zwei Hauptquellen für Berichte über die Ross Sea Party waren Joyce’ Tagebücher und die Memoiren von Richard W. Richards, der gemeinsam mit Joyce die schicksalhafte Reise zur Depotanlage überlebte. Joyce’ Tagebücher sind weder unparteiisch noch sehr genau, zumindest in ihrer publizierten Form, und wurden als selbstverherrlichend und eitel beschrieben. Sie beschreiben Mackintosh nicht als starken und effizienten Anführer. Einige von Richards’ Kommentaren, die Jahrzehnte später aufgenommen wurden, als sämtliche anderen Mitglieder schon tot waren, kritisieren Mackintosh scharf und deuten sogar an, dass sein Gang übers Eis ein freiwilliger Akt des Selbstmords gewesen sei. Lord Edward Shackleton jedoch, der Sohn Ernest Shackletons, nennt Mackintosh (und Joyce) einen „Helden“. Auch andere Kommentatoren haben erkannt, dass die Situation, die er bei seinem Eintreffen in Australien vorfand, eher Shackletons mangelnder Organisation zuzuschreiben ist. Einige der Unglücksfälle, die der Ross Sea Party zustießen, waren offensichtlich ebenso Folgen von Pech wie von schlechten Entscheidungen. Die meisten akzeptieren, dass Aeneas Mackintosh trotz all seiner Fehler ein mutiger Mann war, der entschlossen war, seine Pflicht zu tun oder beim Versuch zu sterben.